# ダンプス

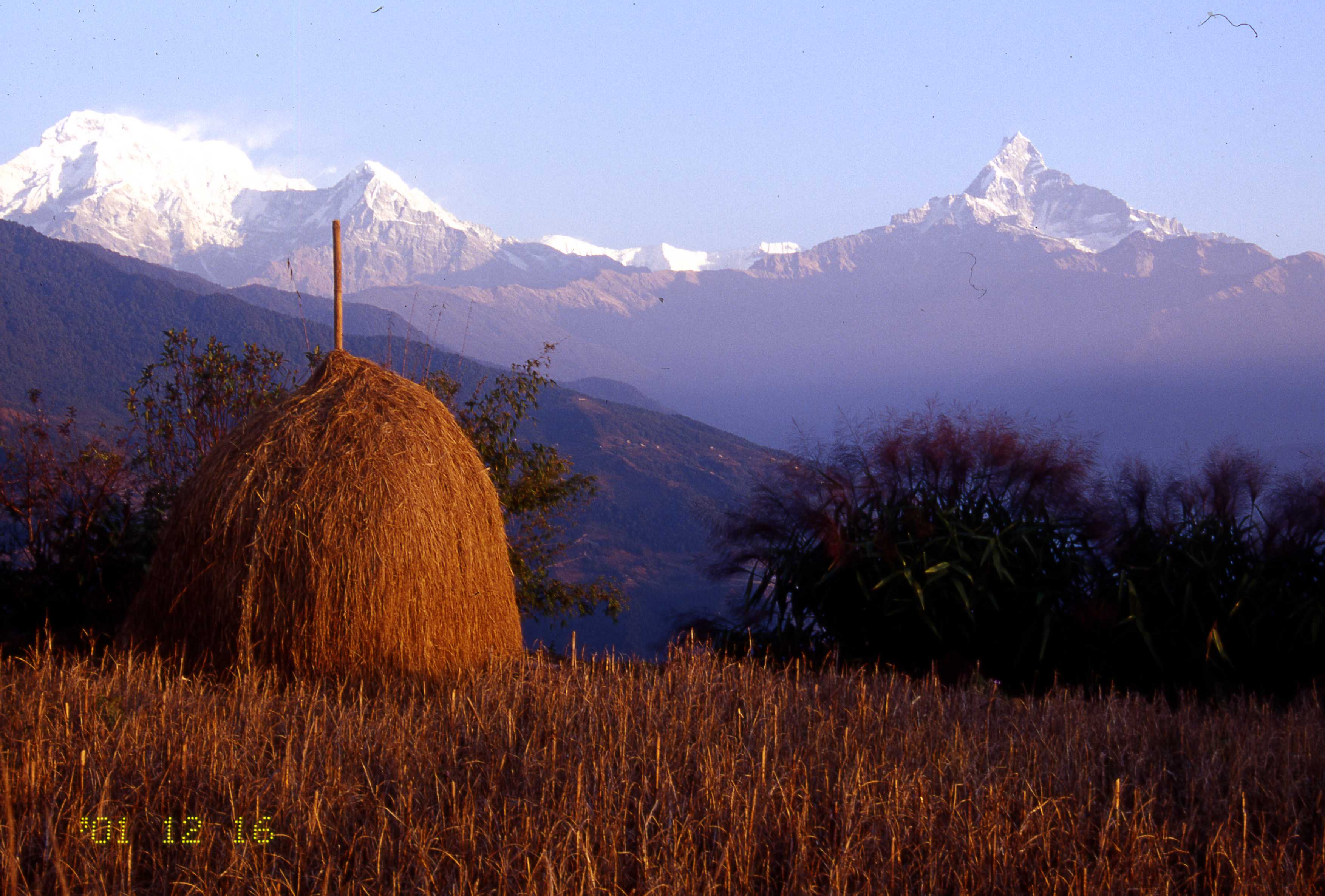
ダンプスから見るアンナプルナⅢ、マチャプチャレ

ダンプス（Dhampus）は、ネパールの村。首都カトマンズの西約140kmに位置する。

## 概要
ネパールの主要な観光地のひとつであるポカラから15kmにあるフェディに至り、ここより徒歩で急坂を登りきった標高1800mの高地にある農業主体の小さな村に過ぎないが、ヒマラヤ展望のできる観光地として知られ、観光客向けのロッジ、ホテル、茶店などが点在する。アンナプルナ連峰やマチャプチャレなど8000m級のヒマラヤ山脈が一望できる。さらに奥地にはガンドルン、チェムロンなど行政上の主要な集落もあり、アンナプルナBCやタトパニなどへの中継地として、世界中の多くの登山者でにぎわう。1991年のネパールの国勢調査では、547世帯、2753人の人口であった。

## 交通アクセス
- ポカラよりフェディまではバスで約1時間。フェディよりは徒歩で2-3時間。

## 参考文献

ダンプス- Dhampus
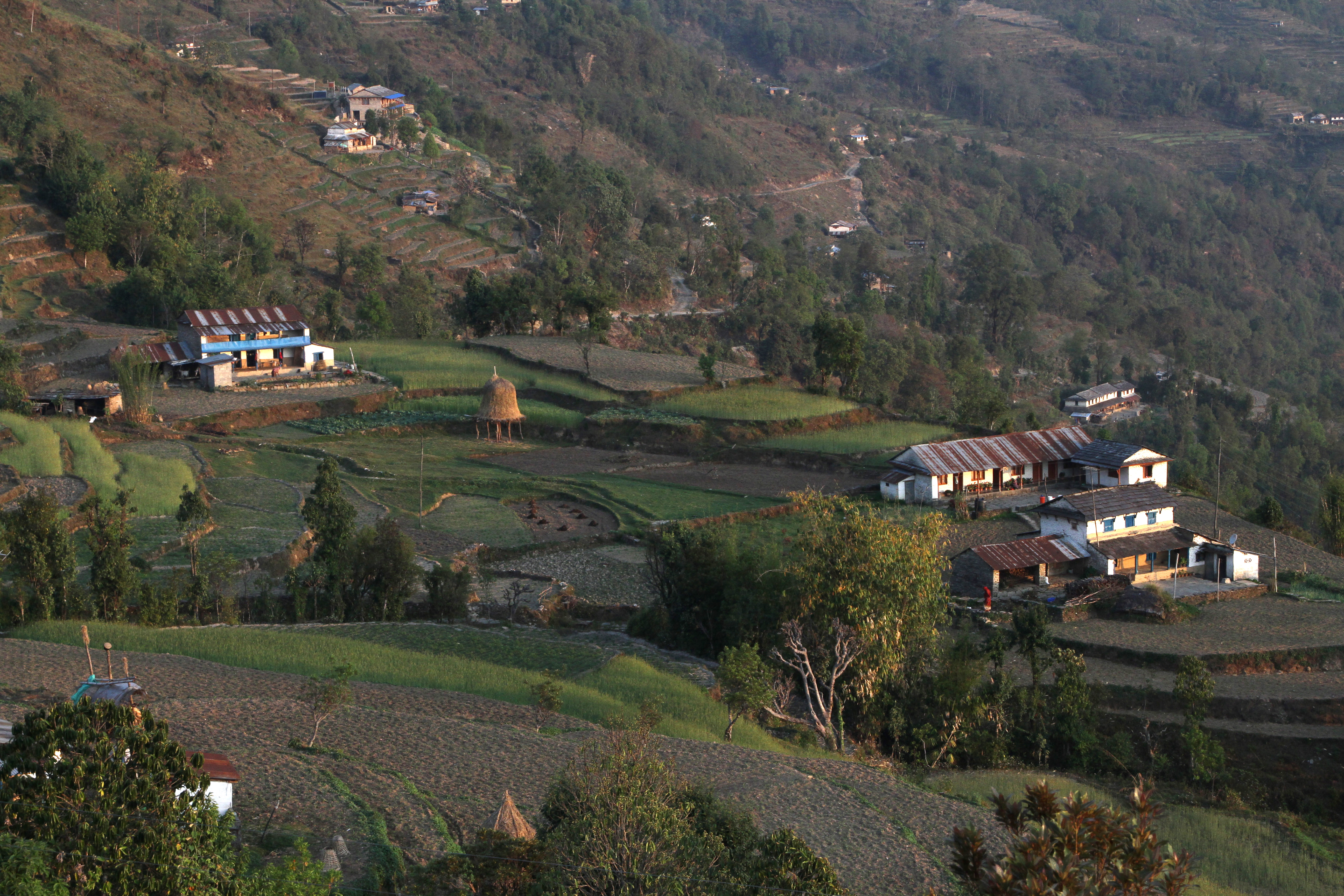
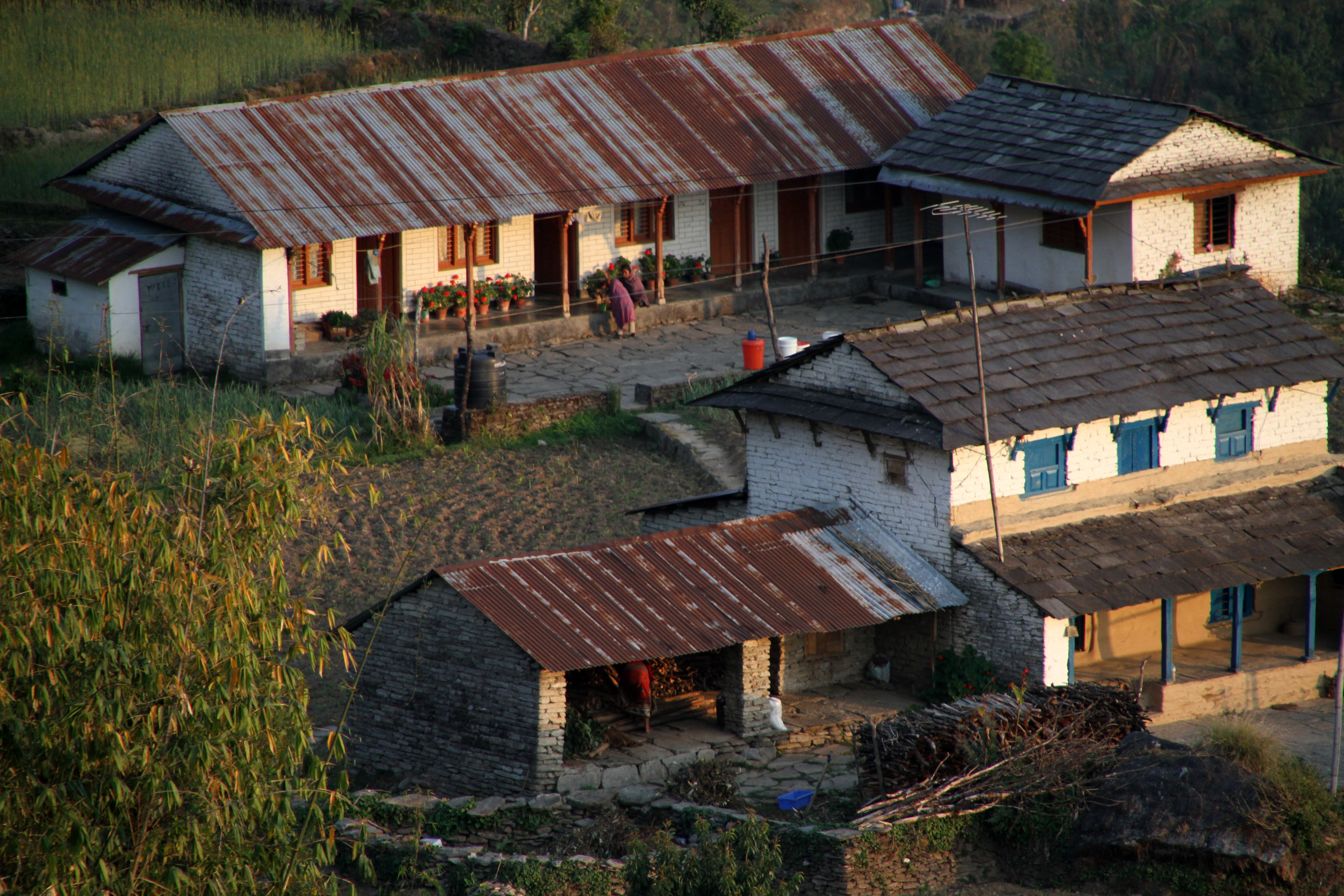
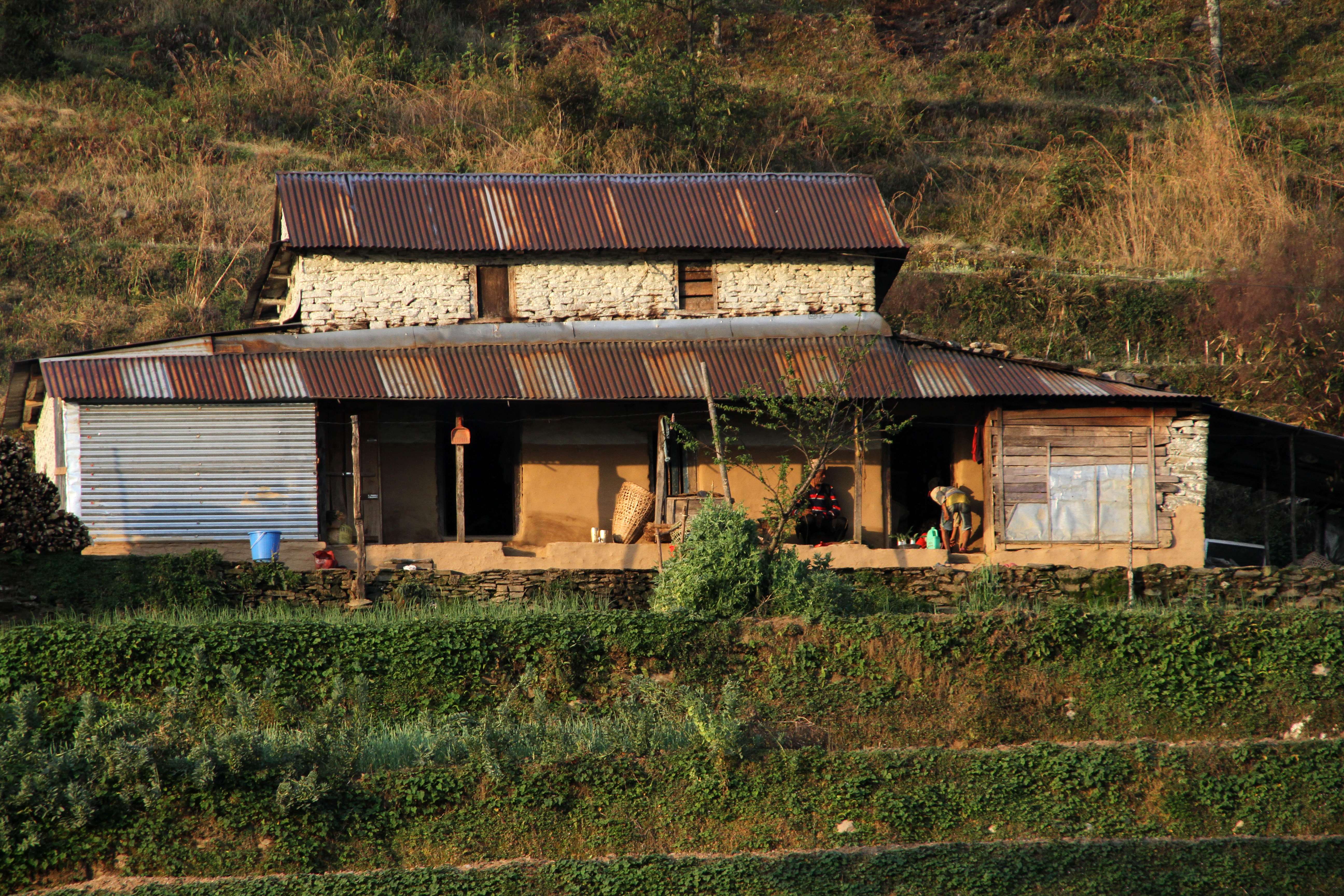
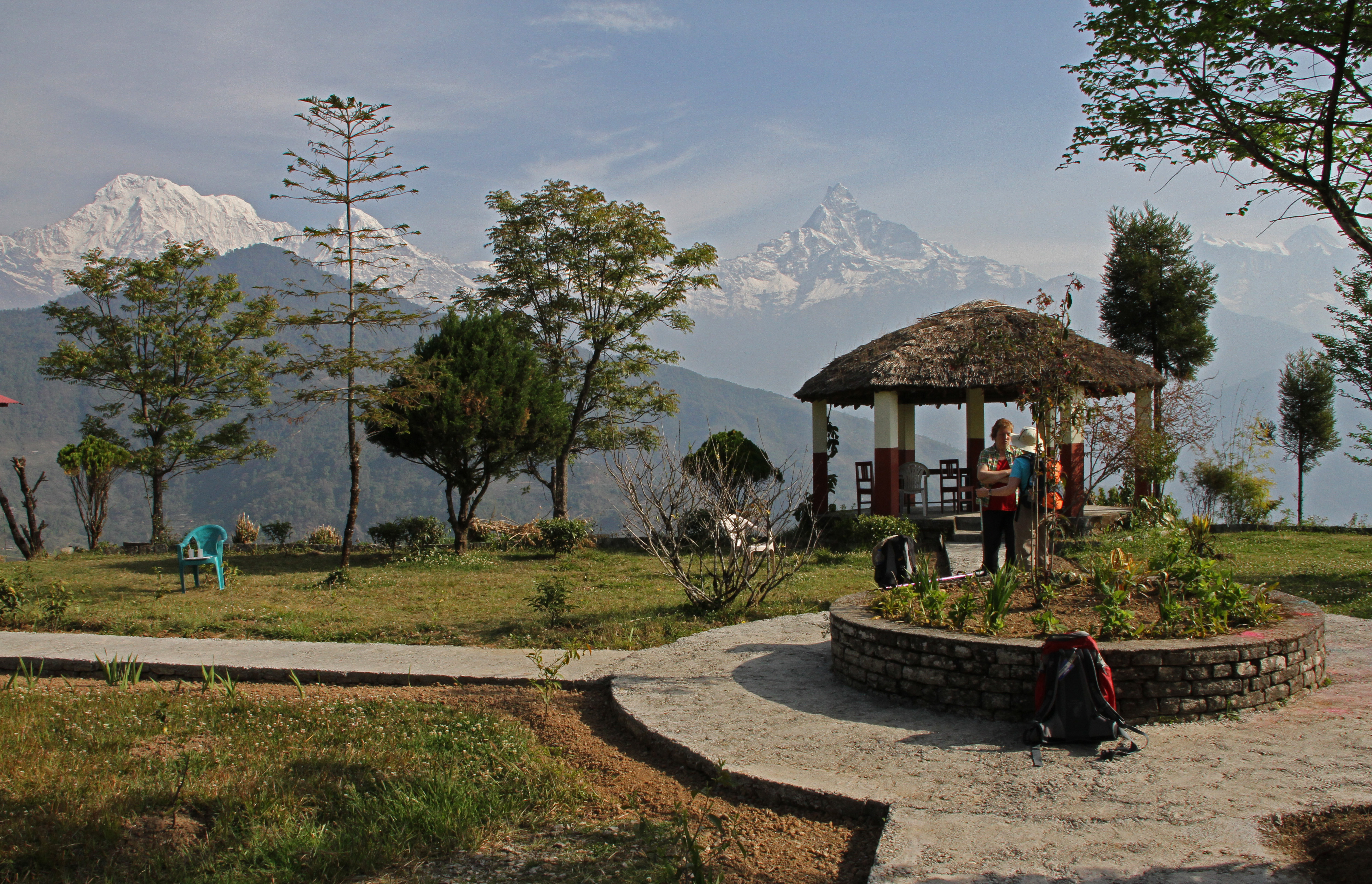
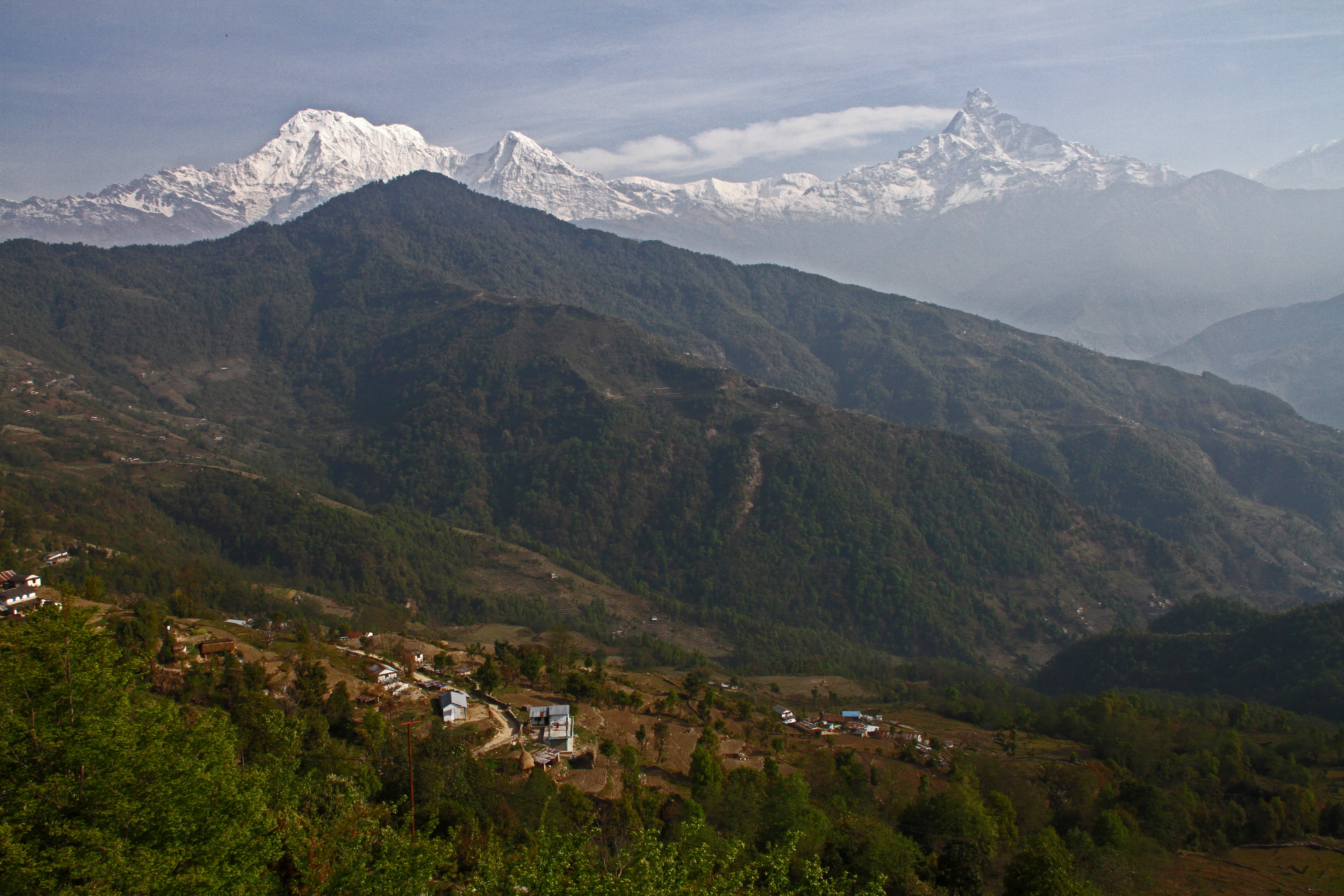
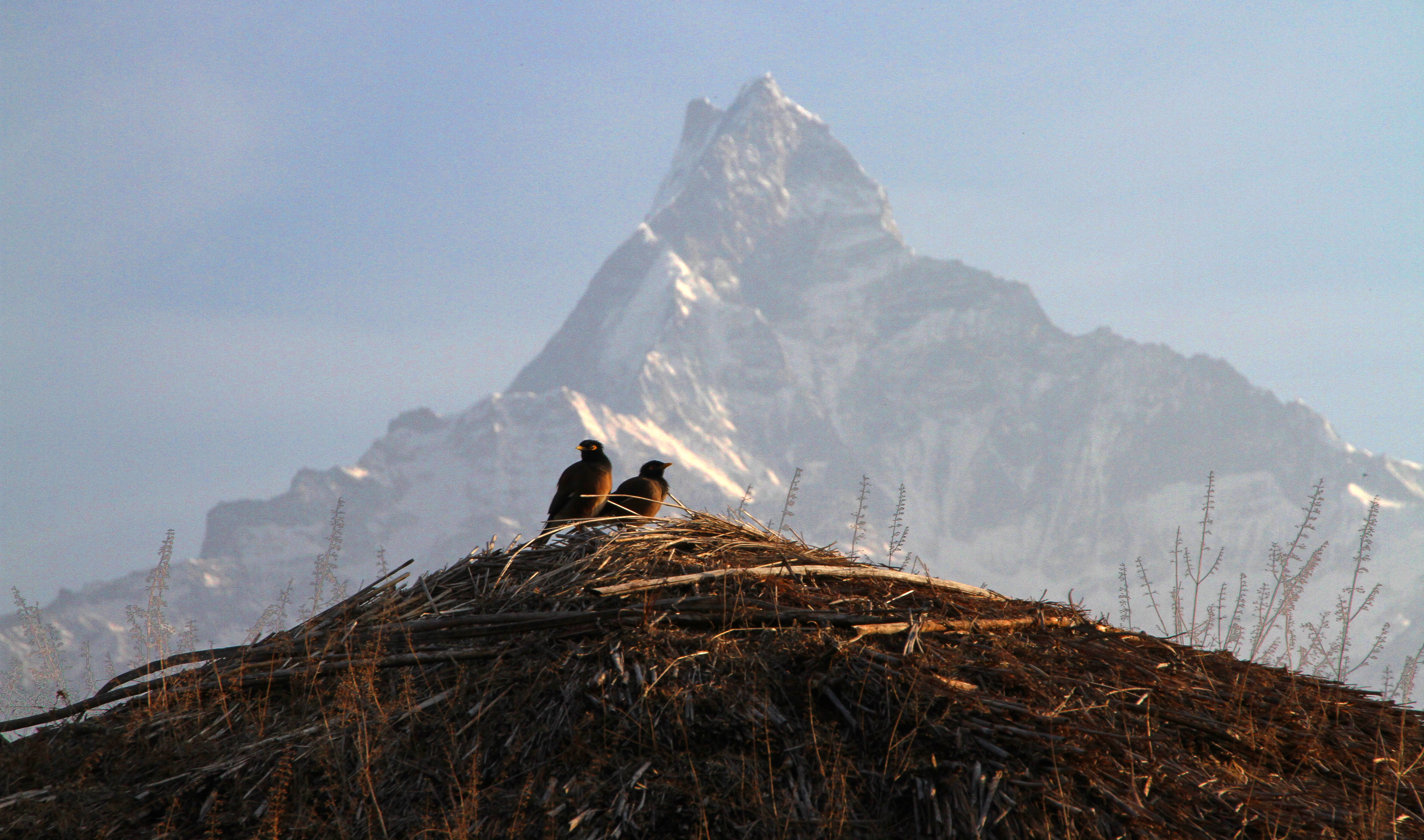